# أراكني
أَرَاخنِي (بالإنجليزية: Arachne بالإغريقية: ἀράχνη وتعني "العنكبوت") في الميثولوجيا الإغريقية (ولاحقا في الميثولوجيا اليونانية) كانت أراخني فتاة شابة من ليديا، ويقول بعضهم إنها أميرة من أميراتها. وهي واحدة من أشهر النساجين في الأساطير اليونانية والرومانية، تحدت أثينا إلى مباراة نسيج. وتجلت قوة الأرباب في أثينا وتبين ضعف الآلهة وحبهم في أراخني، فعندما مزقت أثينا قطعة نسيج أراخني، أصابها اليأس وشنقت نفسها، فحولتها الربة إلى عنكبوت، وحكمت عليها أن تظل معلقة وتغزل إلى الأبد عقابا على إهانتها. إنَّ المصطلح العلمي للعنكبوت هو Arachnid.

## الحالة الإجتماعية
لم تكن أراخني عريقة الأصل غير أن مهارتها أكسبتها شهرة واسعة، وكان أبوها إيدمون مواطنا من كولوفون يحترف صباغة الصوف التي كانت تعتمد على أرجوان الرخويات البحرية من فوكيا. كما كانت أمها التي قضت نحبها من أصل لا يختلف كثيرًا عن أصل زوجها ضعة. ومع ذلك فقد نالت ابنتهما- التي ولدت في كوخ بسيط بقرية من قرى هيبايبا الصغيرة- شهرة طافت بأنحاء ليديا بفضل مهارتها في حرفتها، حتى أن حوريات الغابات كن يتركن مكانهن الأثير وسط كروم تيمولوس ليشهدن أعمالها معجبات بها.
كما كانت حوريات الماء يتركن نهر باكتولوس ليستمتعن بمشاهدة نسجياتها، كما كن يتابعنها وهي تنسج، فقد كانت شديدة البراعة في إعداد خيوط الغزل بفتلها بأصابعها وتخليصها من العهن المنفوش وتشكيلها خيوطا تلتف على المغزل الرفيع وهي تديره بإبهامها في حذق، وكذا كانت فائقة المهارة في تطريز النسجيات. ربما تشير القصة إلى تفوق آسيا على اليونان في فنون النسيج.

## أسطورة أراخني مع أثينا
تحكي الأسطورة بأن أراخني أهانت أثينا Athena وتحملت النتائج الوخيمة. والقصة عبرة لبني البشر حتى لا يهينوا الآلهة. تبدأ القصة بالغرور البشري، فقد تمتعت أراخني بموهبة عظيمة في النسج والحياكة. كانت ماهرة إلى درجة أنها تستطيع أن ترسم أي شيء يعن (يخطر) على بالها، حتى حبات السمسم، بدقة بالغة جدا. كانت نساجة أقرب إلى الرسامين الكبار. أثار إتقانها جميع الناس، بل إن الحوريات كن يتركن حفلات أسارهن، وما أكثرهن في قلب الغابة أو النهر أو البحر أو الجبل، ويأتين ليتفرجن على شغل أراخني الجميل.
وسمعت أراخني تعليقات المتفرجين، ولكنها لاحظت أن هناك تعليقا يتكرر كثيرا وهو أن أراخني لا بد أنها تدربت على يد الربة أثينا حتى صارت هذه المهارة. وضاق صدر أراخني بهذا التعليق، فصارت تسخر منه، لأنها ترى نفسها أكثر من الربة أثينا، التي مهما حاولت لن تستطيع أن تأتي بأتقن مما تقدمه أراخني، فأنى لها أن تتدرب على يديها.

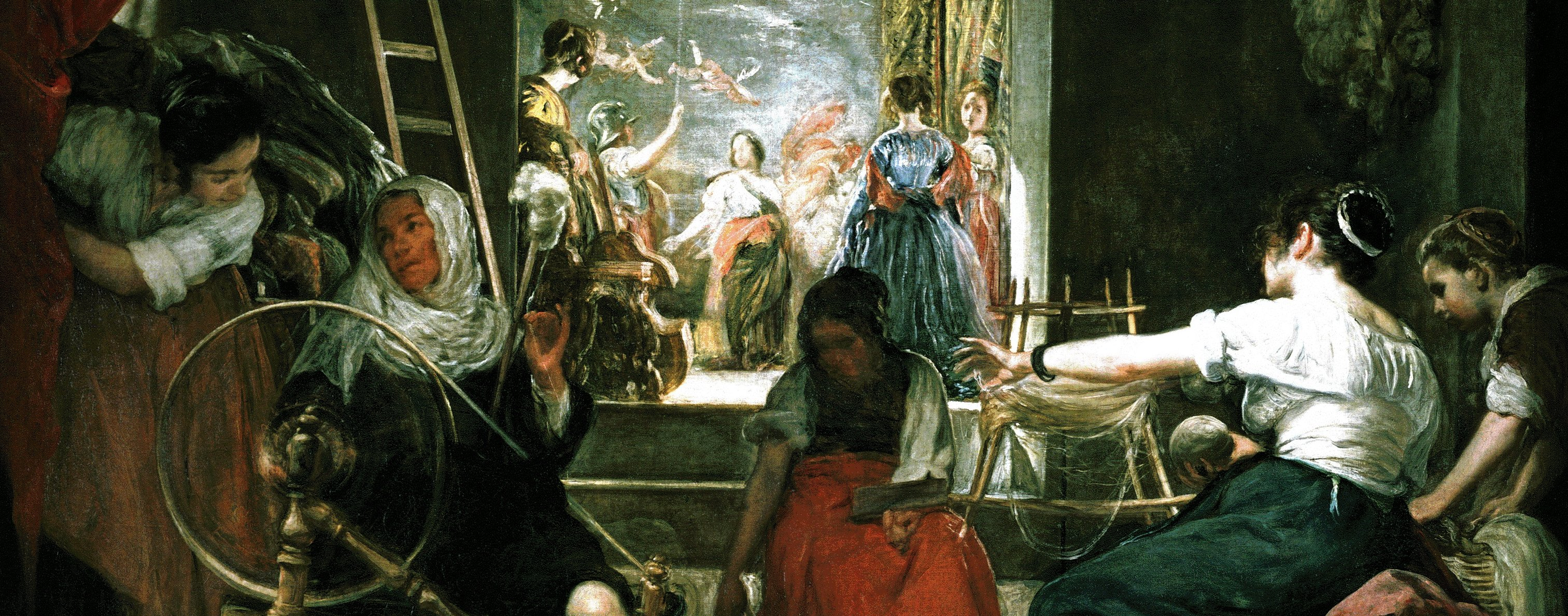
فيلاسكيز، أثينا وأراخني المنافسة، 1657 ، برادو

سمعت الربة أثينا بهذا الرأي، ولكنها رأت أن تمهل أراخني فترة عساها تراجع نفسها وتغير رأيها. أتت متنكرة إلى أراخني كامرأة عجوز وحذرتها من هذا التهجم على الآلهة، وإلا سيطالها غضبهم. نصحت أراخني بدورها هذه العجوز الشمطاء أن توفر على نفسها هذا الكلام، فما لها وللحياكة! بل إنها ترغب أن تباري الربة أثينا في الحياكة فإن خسرت فإنها تتحمل كل العقوبات التي تفرضها الربة. هنا اضطرت الربة أن تكشف عن نفسها، وقالت لها إنها قبلت التحدي، وحددتا يوما للمباراة، وطفقت كل واحدة تنسج على نولها.
نسجت أثينا قصة صراعها مع بوسیدون Poseidon على المدينة التي سميت فيما بعد باسمها. قدمت أثينا مشهدا جميلا لبوسیدون وينبوعه ذي المياه المالحة، وأثينا مع شجرة الزيتون المحببة لها، والتي أهدتها للشعب حتى يسمي المدينة باسمها. وقد دهش المتفرجون لهذا النسيج وتلك الأناقة التي فيه، وللوحة الرائعة التي ظهرت بعد أن أعملت أناملها الساحرة.
أما أراخني فقد زادت الأمر سوءا عندما راحت ترسم على السجادة مشاهد مختلفة للحبائل والخدع والأساليب الماكرة التي استخدمها زيوس في إغواء البشر، فرسمت إليذا Leda مع البجعة (أي زیوس)، ورسمت أوروبا Europa مع الثور وهو الشكل الذي اتخذه زيوس ليخطف أوروبا، ودانائي Danae مع زخة المطر الذهبي التي دخل بها زیوس إليها وجعلها تحمل منه.
كانت المشاهد حية، حتى إن الثور الذي يخوض سابحا عباب البحر بدا كأنه ثور حقيقي يحمل على كتفيه فتاة حقيقية. حتى أثينا نفسها كانت معجبة بعمل أراخني واعترفت بأنه لا عيب فيه. ولكن حتى الآن لم يجزم أحد أن أراخني كانت أفضل من أثينا. إلا أن أثينا اغتاظت أكثر من هذه المشاهد الفاضحة، فمزقت السجادة قطعا وحطمت النول. عندئذ لمست جبين أراخني، حتى تتأكد من أنها تشعر بالذنب لعملها هذا. وشعرت أراخني بالخجل، وأحست أن ذنبها كان كبيرا لا تستطيع أن تحتمله، فشنقت نفسها.
أشفقت أثينا على أراخني. لم تتوقع من أراخني أن تقدم على الانتحار. فأعادتها ثانية إلى الحياة، ولكن هذه المرة ليس على شكل إنسان، وإلا أعترض رب العالم السفلي هاديس Hades عليها، بل على شكل عنکبوت ماهرة في صنع بيتها بحيث لا ينافسها منافس في عملها هذا.
وعرفت سلالتها باسم السلالة العنكبوتية التي تقضي العمر معلقة بالخيوط التي تعمل منها أحلى الأشكال المدهشة.

## أراخنيوبالاس

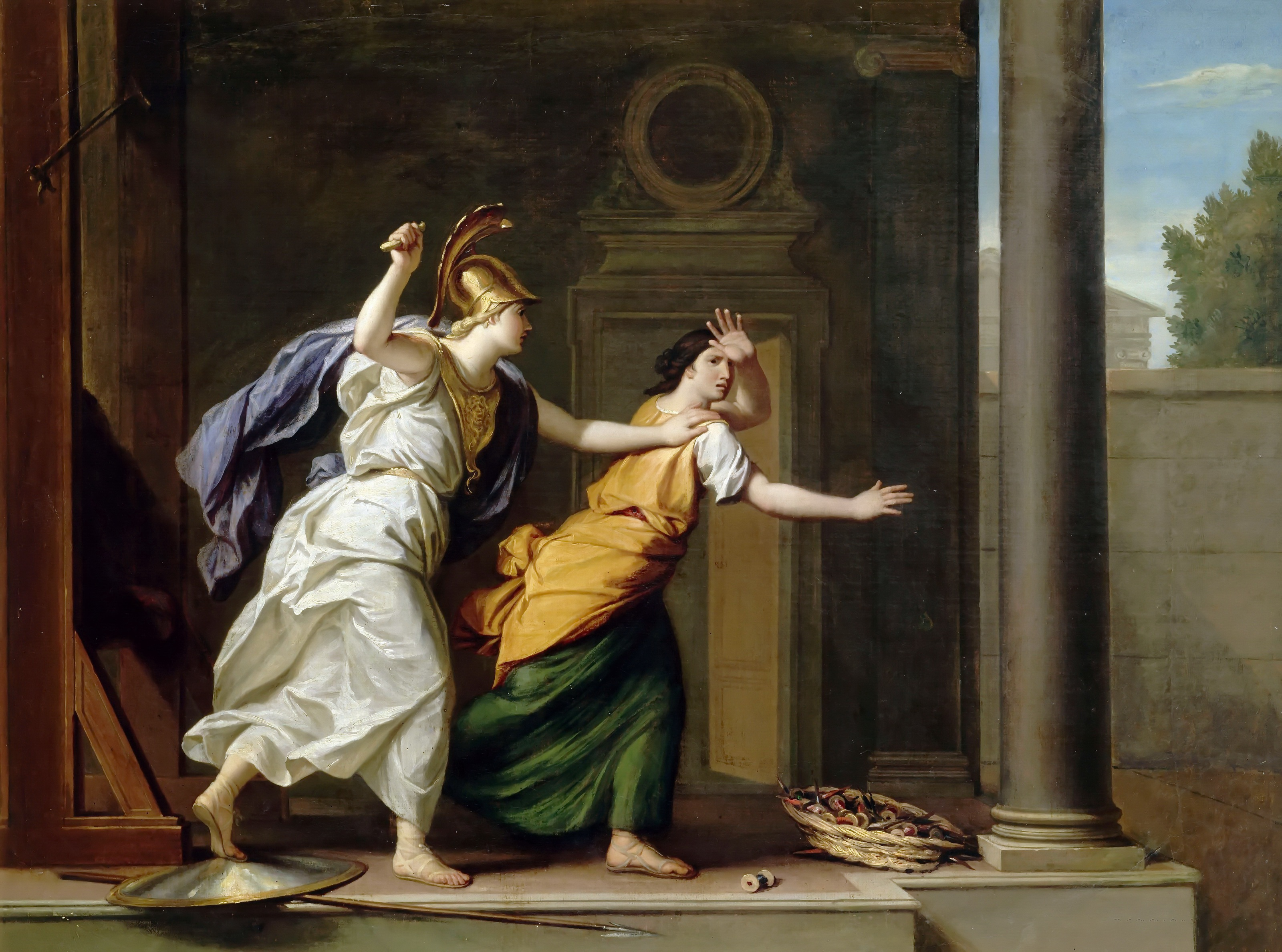
مينيرفا وأراخني، رينيه أنطوان حواس، 1706

استمعت منيرفا إلى هذه القصة مهللة لنشيد ربات الفنون مشيدة بانتقامهن العادل، ثم ناجت نفسها: (علينا ألا نقنع بإطرائنا للآخرين، ولنكن نحن كذلك جديرين بإطراء الآخرين، وألا نترك أحدا ينال من ألوهيتنا دون أن نوقع به ما يستحقه من عقاب)، وذكرت وهي تناجي نفسها مصير أراخني، تلك الفتاة الليدية التي تدعي أنها لا تقل مهارة في الغزل عنها: ولم تكن أراخني عريقة الأصل غير أن مهارتها أكسبتها شهرة واسعة، وكان أبوها إيدمون مواطنا من کولوفون يحترف صباغة الصوف التي كانت تعتمد على أرجوان الرخويات البحرية من فوكيا.
كما كانت أمها التي قضت نحبها من أصل لا يختلف كثيرا عن أصل زوجها ضعة. ومع ذلك فقد نالت ابنتها - التي ولدت في كوخ بسيط بقرية من قری هیپایها الصغيرة - شهرة طافت بأنحاء ليديا بفضل مهارتها في حرفتها، حتى أن حوريات الغابات کن يتركن مكانهن الأثير وسط كروم تيمولوس ليشهدن أعمالها معجبات بها. كما كانت حوريات الماء يتركن نهر پاکتولوس ليستمتعن بمشاهدة نسجياتها، كما كن يتابعنها، وهي تنسج، فقد كانت شديدة البراعة في: إعداد خيوط الغزل بفتلها بأصابعها وتخليصها من العهن المنفوش وتشكيلها خيوطا تلتفت على المغزل الرفيع وهي تديره بإبهامها في حذق، وكذا كانت فائقة المهارة في تطريز النسجيات.
وكان من المعروف أن الفتاة لقنت حرفتها على يدي الإلهة پالاس، غير أنها كانت تنكر ذلك، كما كان يغضبها أن يقال إنها لقنت حرفتها عن معلمة ما مهما كانت مكانتها، وتتحدى الناس قائلة: (فلتات پالاس ولتباريني، فإن هي فازت علي كان لها أن تفعل بي ما تشاء).
وتنكرت پالاس في صورة عجوز وخط الشيب خصلاتها المستعارة المدلاة على صدغها، وتوكأت على عصا ومشت في خطوات متثاقلة، ثم بادرت أراخني قائلة: «ليست الشيخوخة هي تلك الأعباء التي نضيق بها، بل هي خبرة طويلة أفدناها على مر السنين، وإن أهيب بك أن تستمعي إلى نصيحتي: احرصي ما شئت أن يقال لك إنك أكثر البشر مهارة في غزل الصوف، ولكن احذري أن تعدى طورك فتقرن نفسك في هذا الصدد بإلهة من الإلهات، بل عليك أن تتولى إليها لتغفر لك تطاولك عليها، ولسوف تصفح عنك حين تطلبين إليها ذلك.. وطرحت أراخني النسجية التي كانت في يدها، وحاجت المرأة العجوز بنظرة غاضبة وهي مقطبة الجبين وأجابت ثائرة دون أن تعرف أنها الإلهة: «أراك قد بلغت من العمر أرذله، وهذا ما يعيبك. لقد أوهنتك الشيخوخة وأضعفت مداركك، فإن كانت لك بنات أو زوجات أبناء فادخرى لهن نصائحك لأني قادرة وحدي على رعاية مصالحي، ولا تخالى أن تحذيراتك سوف يكون لها أثر في نفسي فإنني مازلت عند رایی، لماذا لا تأتيني پالاس نفسها فتطاولني، ولماذا تتهرب من مباراتي؟

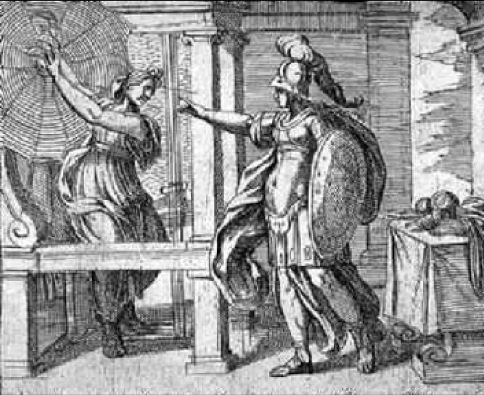
أثينا أراخني (أنطونيو تيمبيستا)

وحينئذ صاحت الإلهة بعد أن خلعت عن نفسها صورة المرأة العجوز وتبدت في صورتها الإلهية: ها هي ذي الإلهة قد أتت، فرکعت الحوريات ونساء ميجدونيا إجلالا للإلهة وقد ملكهن الروع إلا أراخني التي ظلت في مكانها لم تركع، وإن كانت قد احمرت وجنتاها فجاة غير أنها ما لبثت أن انقشعت عنها تلك الحمرة، كما يفعل الفجر عند بزوغه بالأجواء إذ يكسوها احمرارا لا يلبث أن يزايلها فتصبح مع نور الشروق ناصعة البياض.
وقد صمدت أراخني متطلعة إلى الفوز الذي صورت لها رعونتها أنها ظافرة به، ولم تضف ابنة چوپیترز تحذيرا بل قبلت التحدى غير مرجئة البدء في المباراة، وأخذت كل منها، هي وأراخني، مكانها في أحد أركان الغرفة، وبسطت كل منهما السدي في النول بعد أن أسندت إطاره إلى عوارض السقف، ثم فصلت الخيوط المشدودة إلى صفين بالدرق الخاص بتحريك السدي، وأخذت تقذفان الوشيجة (المكوك المدبب) بأنامل سريعة سرعة الطير المحلق في الهواء وتنسجان به خيوط اللحمة عبر خيوط السدي، وكلما امتد خيط عرضی اندفع المشط بأسنانه العديدة ليثبته مكانه، وكانتا قد جمعتا ثيابهما بمنطقة فوق خصرهما، بينما تخفي حركة أيديهما العجلى الإرهاق الذي تشعران به من فرط جهدهما المبذول في سبيل الفوز، واستخدمتا خيوطا مصبوغة في دنان (صور)، البرونزية باللون الأرجواني وبالوان أكثر قتامة يتميز الواحد عن الآخر بظلال شاحبة، كألوان قوس قزح التي تنعكس في قبة السماء بعد هطول الأمطار والتي تتقارب ظلالها لتشكل أخيرا ذلك التنوع من الألوان الزاهية، وتنتقل العين من أحدها إلى الآخر دون أن تميز الفاصل بين كل لونين لتمام تشابهما عند هذه الفواصل، ومع ذلك فهي مختلفة متمايزة عند أطرافها.
وقد أضافتا إلى النسيج خيوط القصب وأخذنا في رسم الأساطير على نسجيتيهما.
ورسمت پالاس في نسجيتها صخرة مارس تعلو قلعة کیکروپس بأثينا والمباراة التي جرت قديما لإطلاق اسم أثينا أو نپتون على هذه المدينة. وأجلست الآلهة الإثني عشر في جلال وشموخ فوق عروشهم العالية يتوسطهم چوپیتر تحفه مهابة الملوك، بينما يتميز كل منهم بخصائصه ورموزه.
وأظهرت پالاس رب البحار نپتون واقفا وقد شق جلاميد الضخر بحربته الطويلة ذات الشعب الثلاثة، فانبثق الجواد الوحشی من بين الصخر آية استحقاقه تسمية المدينة باسمه. كذلك صورت پالاس نفسها في النسجية ممسكة بترسها، حاملة رمحها الحاد واضعة خوذتها على رأسها، مغطية صدرها بزردها، مثبتة شجرة زيتون شاحبة الأوراق حيث ضربت الأرض برمحها أمام الآلهة المأخوذين بتلك المعجزة وهم يحملقون معجبين، كما صورت (ربة النصر)، مكللة بها نسجيتها.

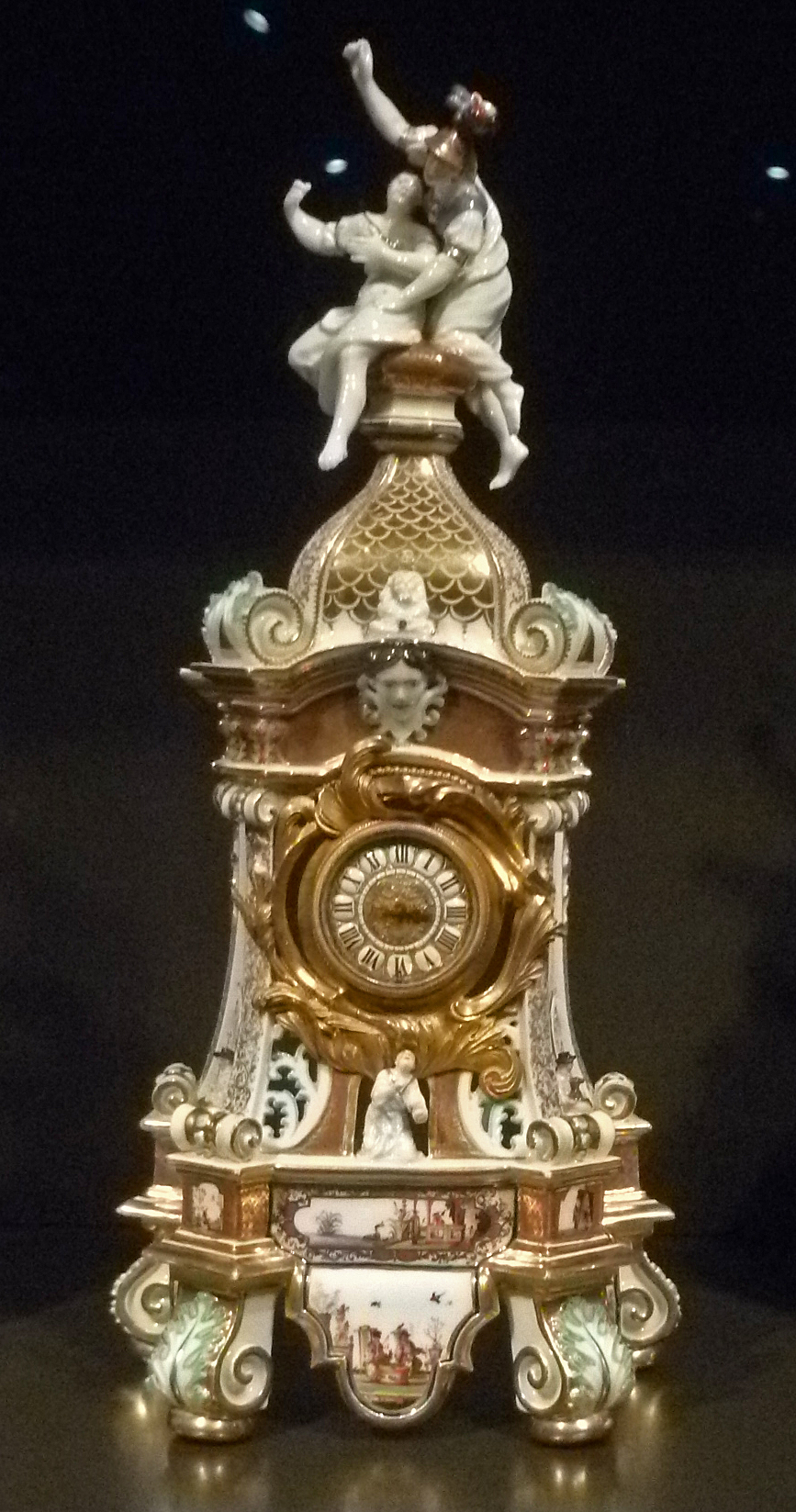
بندول مع أراخني وأثينا في البورسلين ميسين، ينسب إلى يوهان جوتليب كيرشنر وجورج فريتش (1727)

وقد شاءت الإلهة إثارة الندم في صدر منافستها على جسارتها الطائشة، والإيماء إليها ما ينتظرها من عقاب، فأضافت إلى النسجية صور مباريات اربع أخرى، جعلت كل واحدة منها في ركن من أركان النسجية، وجعلتها تتميز بألوان صارخة مع تصغير شخوصها: فصورت في الركن الأول مباراة هايموس ورودوپی من تراقيا، وكانا من البشر وتسميا باسمى كبيري الآلهة فتحولا إلى جبلين.
وفي ركن ثان صورت المصير التعس الذي لاقته ملكة الأقزام حين تحدت الإلهة چونو فأدبتها وحولتها إلى طائر کرکی وحكمت عليها أن تعلن الحرب على قومها.
وفي الركن الثالث صورت پالاس أنتيجونی التي جرؤت على منافسة شريكة عرش چوپیتر العظيم فحولتها چونو إلى طائر دون أن يستطيع رد هذا القضاء عنها والدها لاوومیدون ولا مدينتها طروادة، وقد أنبتت لها الإلهة جناحين في ظهرها ناصعي البياض فأضحت طائر لقلق تقعقع بشفی منقارها زهوا.
وفي الزاوية الأخيرة طرزت پالاس صورة سنيراس بعد فقده بناته محتضنا درجات سلم المعبد التي كانت في الماضي أعضاء أجساد بناته، وهو یبکی جاثما فوق الأحجار. وزینت پالاس حوافي النسجية بأغصان الزيتون المجدولة رمز السلام، وكانت خاتمة عملها تصویر شجرة الزيتون المرتبطة باسمها.
أما أراخني فقد صورت في نسجيتها أوروبا حين خدعها چوپیتر متخفيا في هيئة ثور، وجعلت الحياة تنبض في الثور والأمواج حتى ليحسبها الرائي أمواجا حقيقية، بينما استدارت أوروبا إلى الوراء نحو الشاطئ الذي خلفته وهي تصيح برفيقاتها وترفع قدميها في براءة خوفا من أن يبللها الماء المتدفق.
كذلك صورت في النسجية أستيرييه وقد قبض عليها النسر بمخالبه وأخمد مقاومتها، كما صورت لیدا مضطجعة تحت جناحي طائر البجع، وأضافت صورة أخرى لچوپیتر متخفيا في هيئة ساتير ليخصب انتیوپی الأميرة الجميلة ابنة نيكتيوس توأمين اثنين، ثم متنكرا في ملامح أمفيتريون ليحتضنك يا ملكة تیرینت، ومتشكلا في شؤبوب قطرات الذهب ليغري دانای، وفي صورة ألسنة لهب من اجل ابنة أسوپوس، وفي شكل راع من أجل منيموزينيه، وفي ثوب حية رقطاء من أجل پروسنیرپینا ابنة سيريس، كما صورتك أنت كذلك یا نپتون وقد تخقيت في هيئة ثور مفترس تمتطى ابنة أيولوس العذراء، ثم وأنت في صورة إينپیوس تضاجع زوجة الويوس وتولدها توأمين، وكذا وأنت تخدع ابنة بيزالتيس في صورة كبش، ثم وأنت في صورة جواد تحنو على ربة الحصاد الخيرة ذات الشعر الذهبي، وأخيرا وأنت على هيئة درفیل تضاجع میلانثر، ثم في هيئة طائر تلهث معتليا الأميرة ذات الشعر الثعبانی ام الجواد المجنح.

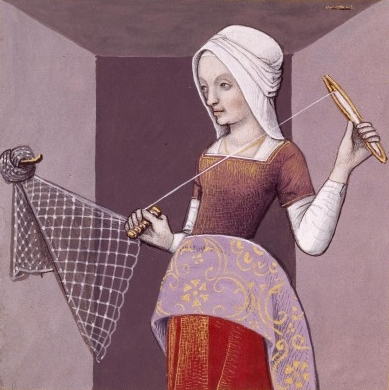
أراخني تصنع شبكة

وكما صورت الشخصيات بدقة كذلك صورت الأماكن تتفق والأحداث، حيث نري فويبوس في ثياب فلاح ثم في ريش صقر تارة وفي جلد اسد تارة أخرى، وفي هيئة راع يغازل إيسيه ابنة مكاريوس، كما نرى باکوس يغتصب إريجونی خادعا إياها في صورة عنقود من العنب، ثم ساتورنوس  (کرونوس) بعد أن تحول إلى جواد لينجب خبرون ذا الطبيعة المزدوجة. وقد طرزت أراخني حوافي النسجية بزهور متشابكة مع أغصان لبلاب رخو.
لم تستطع بالاس ولا ربة الحسد أن تكتشفا عيبا في نسجية أراخني فتملك الإلهة العذراء الشقراء غضب عارم لتفوق منافستها، فمزقت النسجية التي تسجل نزوات الأرباب الآثمة، ثم أمسكت بالوشيجة المصنوعة من خشب أشجار جبل كيتوروس وهوت بها مرات ثلاث على جبهة أراخني ابنة إيدمون وأتبعتها بضربة رابعة. وضاق صدر أراخني بهذا الفعل الهين فلفت في عنف حول عنقها حبلا شنقت به نفسها، وراتها پالاس معلقة من عنقها فأشفقت عليها وقالت لها: فلتقومي حية، ولكن معلقة في الهواء إلى الأبد، ولا تعقدي علي أملا بعد، إذ سيكون هذا مصير أبنائك وأحفادك من بعدك.. ثم أخذت في الابتعاد بعد أن نشرت على أراخني عصارة عشب مقدس لهيكات، وما كادت عصارة هذا العشب السام تلمسها حتى تساقط شعرها وضمر انفها وأذناها ورأسها وبقية اطرافها وبرزت في جنبيها أصابع دقيقة بدلا من سيقانها، ولم يبق منها الا بطنها ينساب منها الحيط. وها هي ذي تصل نسيجها كما كانت تفعل من قبل، وإذا هي تصبح عنكبوتا.

## أراخني في موسوعة تاريخ الأديان

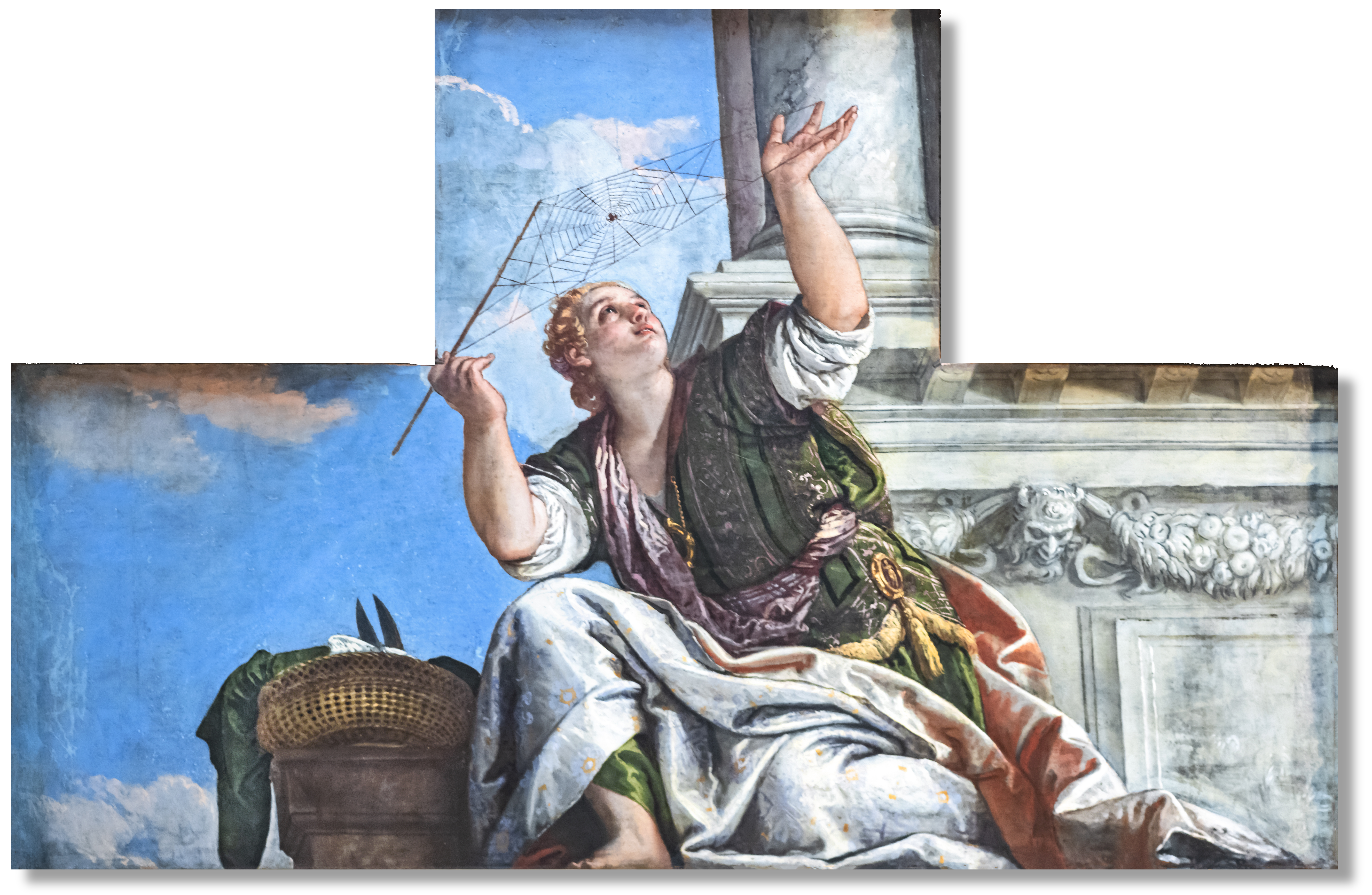
باولو فيرونيز: أراخني أو لا ديالكتيكا (أراكن أو ديالكتيك ، 1520).

في ليديا عاشت فتاة اسمها أراكنه، كانت مشهورة ببراعتها في أعمال الإبرة والنسج والمغزل. وذات يوم تجرأت على تحدي الإلهة لمنافستها. وصلت أثينا متخفية في صور امرأة عجوز طلبت من أراكنه أن تتراجع عن تحديها العاق، فرفضت أراكنه. عادت أثينا إلى صورتها الإلهية وقبلت التحدي. وعندما انتهت سلمت عملها إلى أثينا لتفحصه. حاولت الإلهة عبثا أن تكتشف أي نقص فيه. وحين تولاها الغضب لفشلها ولعدم رغبتها بالاعتراف بهزيمتها، حولت أثينا أراكنه إلى عنکبوت وحكمت عليها بأن تبقی تغزل إلى الأبد، وأن تسحب من جسدها الخيط الذي تنسج منه شبكتها.